# Lâm Duy Hiệp
Lâm Duy Hiệp (林維浹, 1806-1863), có sách ghi là Lâm Duy Thiếp (林維浹), bổn danh Lâm Duy Nghĩa (林維義), tự Chính Lộ (正路), hiệu Thất Trai (質齋); là đại thần triều Nguyễn trong lịch sử Việt Nam. Ông được biết đến là sứ thần cùng với ông Phan Thanh Giản vào Gia Định để hòa giải với thực dân Pháp. Kết quả là Hòa ước Nhâm Tuất ra đời, bị nhiều sĩ dân ở đất nước ông (nhất là ở Nam Kỳ) phê phán vì bất bình đẳng.

## Tiểu sử
Lâm Duy Thiếp trước gọi là Lâm Duy Nghĩa, sinh tại thôn An Nhơn, huyện Tuy Viễn, tỉnh Bình Định (nay là huyện Tuy Phước, tỉnh Bình Định). Tổ tiên của ông là người gốc Hoa, tránh giặc Mãn Châu mà chạy xuống nước Nam, đời đời định cư ở tỉnh Bình Định. Thuở nhỏ, ông có tiếng là thông minh, nhanh nhẹn. Năm 1828 đời Minh Mạng, ông thi đỗ cử nhân, được bổ làm tri huyện, rồi tri phủ, có tiếng là chính trị giỏi.
Năm thứ 18 Minh Mạng (1837), được thăng thị độc học sĩ sung tham biện việc Nội các, rồi cất lên làm thị lang vẫn sung tham biện việc Nội các. Tháng 7 năm đó được cử vào coi trường thi Hương ở Nghệ An. Khoa ấy chỉ lấy đỗ 5 người, mà bộ Lễ xét duyệt lại lấy thêm 15 người, nên ông cùng với quan coi thi khác là Võ Đức Khuê đều bị giáng một cấp.
Năm 1841, vua Thiệu Trị kế ngôi, xét ông là người vâng chỉ tính đường, làm việc siêng năng nhanh chóng, nên gia hàm Tham tri, chuẩn cho ăn lương tòng nhị phẩm. Năm 1842, vua ngự giá ra Bắc đón sắc phong của nhà Thanh, ông được cử đi theo để lo việc nội các ở nơi hành tại. Khi về, ông được thưởng cho 1 đồng kim tiền "Phan long phụ phượng" hạng 3, có dây đeo, và 8 lạng bạc, rồi được bổ làm hữu tham tri bộ Binh. Tháng 11 năm ấy, đi duyệt binh ở 6 tỉnh Nam Kỳ.
Tháng 9 năm 1845, vua sáng tác 4 bài châm là Kính thiên, Pháp tổ, Cần chánh, An dân; nghĩa là Kính trời, Bắt chước tiên tổ, Chăm lo chánh sự, Vỗ về nhân dân, rồi đòi các đại thần vào hầu, cho Duy Thiếp đọc 4 bài châm ấy cho mọi người nghe, còn dụ rằng
Đó là 4 việc lớn trong đạo làm vua, ta từ ban mai đến xế rồi tới đêm, siêng năm lo sợ, cũng chỉ có 4 việc ấy mà thôi.
Năm 1846, thăng ông làm thự thượng thư bộ Công, chưa bao lâu thì đổi sang bộ Lễ, kiêm quản cả thị vệ.
Tháng 9 năm 1847, vua Thiệu Trị bệnh nặng, đòi Lâm Duy Thiếp cùng bọn Trương Đăng Quế, Võ Văn Giải, Nguyễn Tri Phương vào hầu, di chiếu nhường ngôi cho hoàng tử thứ 2 là Phước Tuy công, sung các ông này đều làm Phụ chính đại thần. Cả bốn ông đều khóc lạy lãnh mạng. Phước Tuy công lên kế ngôi, là vua Tự Đức, lại thăng ông làm Hiệp tá đại học sĩ. Lúc đó, gặp người nước Thanh tên là Lý Thái đến Huế buôn bán, ông xin phái nhân viên đưa của công sang Quảng Đông đổi chác, bị đình thần tham hặc đòi cách chức. Việc tâu lên, nhà vua chỉ cho giáng chức, bãi việc quản lĩnh, chỉ chuyên làm việc ở bộ Lễ. Bấy giờ kinh kỳ ít mưa, Thiếp cùng đình thần dâng sớ xin nhận tội.
Năm 1850, sung Lâm Duy Thiếp vào viện Cơ mật, kiêm Sử quán phó tổng tài, và làm cả công việc ở doanh Thủy sư tại kinh đô Huế. Tới kỳ xét công, vua cho Duy Thiếp là bậc kỳ cựu giỏi giang trung thành sẵn tiết, thưởng gia cho 2 cấp. Cuối năm đó, ông và Trương Đăng Quế, Vũ Văn Giải xin thôi làm phụ chính, nhưng nhà vua không chấp thuận. Mùa đông năm đó, trong kinh kỳ mưa rét nhiều, Thiếp dâng phong thư một việc dán kín, đại lược rằng: Nên cẩn thận một đức để hưởng Phước trời, nên khen quan lại giỏi để khuyến khích các người giữ việc, chọn người hiền tài để thu được thực dụng, và bỏ cái tệ án đã thành còn bác đi tra xét, từ nặng giam cấm lâu ngày. Vua khen là có thể đem ra thi hành lựa dụng được. Duy Thiếp cùng bọn Đăng Quế nhắc lại lời xin tước (thôi làm phụ chánh), vua bèn y cho.
Năm 1853, ông xin về thăm quê, vua ban cho 40 lạng bạc để về, lại cho một người con ấm thụ giữ chức Chủ sự. Khi trở lại được đổi làm tổng đốc Hà Ninh, kiêm trông coi mỏ kẽm ở ba tỉnh là: Hải Dương, Thái Nguyên và Bắc Ninh.
Năm 1854, Cao Bá Quát khởi binh chống Nguyễn ở Mỹ Lương (nay thuộc Hà Nội), có sự tham gia của Đinh Công Mỹ, một thổ mục ở Ninh Bình. Duy Thiếp xin cấp cho bọn Lê Đạt Ký, người nước Thanh tập họp phu mỏ để chống lại. Vua không chịu, bảo rằng
Đem quân cứng mạnh của ta mà đánh lũ tiểu phỉ ví như lò than hồng cháy ngay cái lông, hà tất phải mượn người ngoài lại sinh ra trở ngại khác.
Triều đình lại kết tội ông che chở cho thuộc biền, giáng làm Tuần phủ, vẫn được lĩnh chức cũ. Lúc bấy giờ, dân trong tỉnh ông cai quản vừa bị loạn, vừa bị đói khát vì thiên tai mất mùa. Khâm phái khoa đạo Trương Ý báo về kinh là ông "không biết dự phòng, lúc lâm thời lại không hết sức chẩn tế" nên ông bị điều về rồi giáng làm tham tri bộ Binh.
Năm 1858, lại sung ông làm Cơ mật viện. Ông có trình bày xin khuyên răn viên Thống chưởng, răn bảo các quan coi việc kinh hai việc. Xét ông tận tâm, nhà vua cất ông làm thượng thư.
Năm 1862, Lâm Duy Hiệp làm Phó Toàn quyền Đại thần, cùng với Phan Thanh Giản đi vào Gia Định để bàn việc với thực dân Pháp về ba tỉnh Đông Nam Kỳ. Trước khi đi, vua Tự Đức thân hành rót rượu đưa tiễn. Khi tới Gia Định, hai ông không tranh nghị lại với người Pháp, đem 3 tỉnh Định, Tường, Hòa nhường cho Pháp, rồi chịu tiền bồi thường 4.000.000 lạng bạc, cho người Pháp mở nhà giảng đạo, mở phố thông thương..., cả thảy 12 điều. Đó là bản Hòa ước Nhâm Tuất. Do vậy, ông và chánh sứ Phan Thanh Giản đều bị vua Tự Đức khiển trách nặng nề, bị sĩ dân Việt Nam (nhất là ở Nam Kỳ) oán thán (Phan, Lâm mãi quốc, triều đình khi dân). Liền sau đó, ông bị đổi làm tuần phủ ở Thuận Khánh, Phan Thanh Giản bị đổi làm tổng đốc Vĩnh Long để tìm cách chuộc lại lỗi lầm này.
Năm 1863, Lâm Duy Thiếp bệnh chết, thọ được 57 tuổi. Vua nghĩ là bậc cựu thần, cấp thêm cho vóc lụa tiền nong để chôn cất. Đến năm 1867, nhân việc Phan Thanh Giản một tay dâng cả ba tỉnh Long, An, Hà cho người Tây, triều đình lại hặc tội, ông bị liên đới, bị truy đoạt cả phẩm hàm. Mãi đến khi vua Đồng Khánh kế ngôi (1885), nhờ đại thần Nguyễn Hữu Độ đứng ra tâu, ông mới được khai phục làm thị lang bộ Binh. Ông có con trai tên là Duy Chạm lấy công chúa (không rõ là vị công chúa nào),, cháu là Duy Điện, được ấm hàm Cẩm y hiệu úy. 

## Sách tham khảo
- Quốc sử quán triều Nguyễn, Đại Nam chính biên liệt truyện. Nhà xuất bản Văn Học, 2004.
- Nguyễn Q. Thắng- Nguyễn Bá Thế, Từ điển nhân vật lịch sử Việt Nam. Nhà xuất bản Khoa học Xã hội,Hà Nội, 1992.